# Hirvonjärvi
Hirvonjärvi är en sjö i kommunen Tavastkyro i landskapet Birkaland i Finland. Sjön ligger 91,4 meter över havet. Arean är 59 hektar och strandlinjen är 3,88 kilometer lång. Sjön  ingår i Kumo älvs huvudavrinningsområde.   Den ligger omkring 49 km väster om Tammerfors och omkring 200 km nordväst om Helsingfors. 